# Campeonato Italiano de Rugby 1971-72
El Campeonato de Rugby de Italia de 1971-72 fue la cuadragésimo segunda edición de la primera división del rugby de Italia.

## Sistema de disputa
Los equipos se enfrentaron en condición de local y de visitante a cada uno de sus rivales.
El equipo que al finalizar el torneo se encuentre en la primera posición se declara automáticamente como campeón.
Mientras que los dos últimos equipos descenderán directamente a la segunda división.

## Desarrollo
- Tabla de posiciones:[1]

| Pos. | Equipo             | Encuentros | Encuentros | Encuentros | Encuentros | Tantos | Tantos | Tantos | Puntos |
| Pos. | Equipo             | PJ         | PG         | PE         | PP         | F      | C      | Dif    | Puntos |
| ---- | ------------------ | ---------- | ---------- | ---------- | ---------- | ------ | ------ | ------ | ------ |
| 1.º  | Petrarca Padova    | 22         | 17         | 3          | 2          | 446    | 133    | +313   | 37     |
| 2.º  | CUS Genova         | 22         | 17         | 0          | 5          | 358    | 173    | +185   | 34     |
| 3.º  | Fiamme Oro         | 22         | 15         | 2          | 5          | 263    | 131    | +132   | 32     |
| 4.º  | Rugby Rovigo       | 22         | 14         | 2          | 6          | 225    | 159    | +66    | 30     |
| 5.º  | Frascati Rugby     | 22         | 13         | 1          | 8          | 248    | 208    | +40    | 27     |
| 6.º  | Treviso            | 22         | 9          | 2          | 11         | 210    | 259    | -49    | 20     |
| 7.º  | L'Aquila Rugby     | 22         | 8          | 2          | 12         | 233    | 185    | +48    | 18     |
| 8.º  | Rugby Roma Olimpic | 22         | 8          | 1          | 13         | 218    | 246    | -28    | 17     |
| 9.º  | CUS Roma           | 22         | 8          | 1          | 13         | 176    | 258    | -82    | 17     |
| 10.º | Rugby Parma        | 22         | 7          | 2          | 13         | 159    | 318    | -159   | 16     |
| 11.º | Rugby Brescia      | 22         | 5          | 1          | 16         | 134    | 226    | -92    | 10     |
| 12.º | Bologna Rugby      | 22         | 2          | 1          | 19         | 85     | 469    | -384   | 4      |

|  | Campeón.                 |
|  | Descendido a la Serie B. |

| Bandera de Italia |
| Campeón Petrarca  |
| Tercer título     |